# Sarichioi
Sarichioi è un comune della Romania di 7 213 abitanti, ubicato nel distretto di Tulcea, nella regione storica della Dobrugia. 
Il comune è formato dall'unione di 5 villaggi: Enisala, Sabangia, Sarichioi, Zebil, Visterna.